# Battlegroup I-2010
Die Battlegroup I-2010 ist eine EU Battlegroup unter Führung Polens unter Beteiligung Deutschlands, Litauens, Lettlands und der Slowakei. Der am 1. Januar 2010 aufgestellte und in Warschau stationierte Verband hat eine Stärke von 2500 Soldaten. Gegenwärtiger Kommandeur ist Brigadegeneral Slawomir Wojciechowski.